# Норман, Марк
Марк Норман (англ. Marc Norman; род. 10 февраля 1941) — американский сценарист и кинопродюсер.

## Сценарии
Вместе с Томом Стоппардом, Норман выиграл премию «Оскар» за лучший оригинальный сценарий на 71-й церемонии вручения премии в 1999 году за сценарий к фильму «Влюблённый Шекспир»; он также разделил эту же премию в качестве сопродюсера за лучший фильм. Норман и Стоппард также выиграли Серебряного медведя за выдающиеся персональные достижения на 49-м Берлинском международном кинофестивале.
Другие работы сценариста включают фильмы «Остров Головорезов» и «Авиатор» (1985).
Он написал сценарий к одному из эпизодов телесериала «Миссия невыполнима».

## Книги
Норман является автором книги «Гонки на мотоциклах в Лос-Анджелесе».